# Субскрипція
Субскри́пція (від лат. subscribe «підписувати, перераховувати нижче») — важлива частина документа, а саме засвідчення, в якому підпис (особистий або нотаріальний) поєднується з формулою, котра виражає суть вірчої дії. Так само, як інвокація, інтитуляція тощо, субскрипція є частиною умовного формуляру документа. Деколи субскрипція може бути пізнішого часу, аніж власне документ.

## Приклад субскрипції
| «Іван Янчинський власною рукою». Оригінальний текст (лат.) «Иванъ Янчинскій власною рукою». |
| «До цієї купчої грамоти я Олешко син Григорія, послух, руку приклав». Оригінальний текст (лат.) «К сеи купчей грамоте я Олешка Григорьевъ сын, послух, руку приложил». |
Витяг з купчої грамоти 1518-19 рр.